# Elyhordeum californicum
Elyhordeum californicum är en gräsart som först beskrevs av Wray Merrill Bowden, och fick sitt nu gällande namn av Mary Elizabeth Barkworth. Elyhordeum californicum ingår i släktet Elyhordeum och familjen gräs.
Artens utbredningsområde är Kalifornien. Inga underarter finns listade i Catalogue of Life.